# Leocísio Sami
Leocísio Júlio Sami (Bissau, 18 december 1988) is een Guinee-Bissaus voetballer die bij voorkeur als vleugelspeler speelt. Hij wordt door FC Porto tijdens het seizoen 2014/15 uitgeleend aan SC Braga.

## Clubcarrière
Sami tekende in de zomertransferperiode 2014 een vierjarig contract bij FC Porto, dat hem transfervrij vastlegde. Voorheen speelde hij bij Elétrico, CD Aves, CS Marítimo en CD Fátima. In de voorbereiding op het seizoen 2014/15 scoorde hij twee doelpunten in de oefenwedstrijd tegen KRC Genk. Op 1 september 2014 werd hij voor één seizoen uitgeleend aan SC Braga.

## Interlandcarrière
Sami debuteerde in 2011 voor het Guinee-Bissaus voetbalelftal. Sindsdien verzamelde hij zes caps voor zijn vaderland.